# Almeríacultuur
De Almeríacultuur (Spaans: Cultura Almeriense) is een archeologische cultuur van het late neolithicum,  vernoemd naar de kustplaats Almería in het zuidoosten van Spanje. De late fase toont de invloed van de kopertijd, en duidt op verbindingen met de klokbekercultuur. Ze wordt opgevolgd door de Los Millares-cultuur.
De cultuur verschilt fundamenteel van Noord-Spanje en heeft meer gemeen met de prehistorie van Noord-Afrika. Aan het begin van de 20e eeuw identificeerde de Franse filoloog en archeoloog Louis-Pierre Siret de makers van de neolithische vondsten in Zuidoost-Spanje en Noord-Afrika met de Iberiërs, waarbij hij zich waarschijnlijk baseerde op informatie van Varro.

## Periodisering en sites
De cultuur begint rond 3000 v.Chr. mogelijk met de vestiging van migranten uit het oostelijke Middellandse Zeegebied in het Vera-bekken (Cabecicos Negros), in de Campo de Tabernas, de Campo de Nijar, de Andarax-vallei, in de Chirivel-corridor en in het noorden bij Vélez. De opgraving van de nederzettingen op de Cerro de la Chinchilla bij Rioja en op de Cerro de los López bij Vélez-Rubio leverde essentiële kennis op over het vroege stadium. Deze periode zet het systeem van de oudere dorpen voort, die zich echter uitbreidden.
De cultuur ontwikkelde zich vervolgens tot de eerste fase van de Iberische kopermetallurgie, geïdentificeerd in de bovenste lagen van sommige plaatsen zoals Almizaraque (Almanzora-grotten), Ciavieja (El Ejido) en Terrera Vertura.

## Kenmerken
De technologische classificatie van de cultuur veranderd naargelang de ontwikkelingsperiode, terwijl de aardewerk-inventarissen vergelijkbaar blijven. De vuursteentechnologie laat op veel plaatsen een microlithisch repertoire zien.
Het begraven van de doden vond plaats in collectieve graven, eerst in vlakgraven, daarna in koepel- en ronde graven. Naast menhirs verschenen er ivoren figuren (Jaén) en platte stenen afgoden in de graven. Ze vertonen een zekere variatie, maar weinig stilistische expressie.
De Almeríacultuur produceerde ook rotstekeningen, vooral oogidolen. Deze rotstekeningen hebben buiten Spanje hun duidelijkste tegenhanger in de zuidelijke tombe op de Holm of Papa Westray.